# 28394 Mittag-Leffler
28394 Mittag-Leffler è un asteroide della fascia principale. Scoperto nel 1999, presenta un'orbita caratterizzata da un semiasse maggiore pari a 2,7875096 au e da un'eccentricità di 0,1446813, inclinata di 1,33757° rispetto all'eclittica.
L'asteroide è dedicato al matematico svedese Gösta Mittag-Leffler.